# Districte de Ponent (Palma)

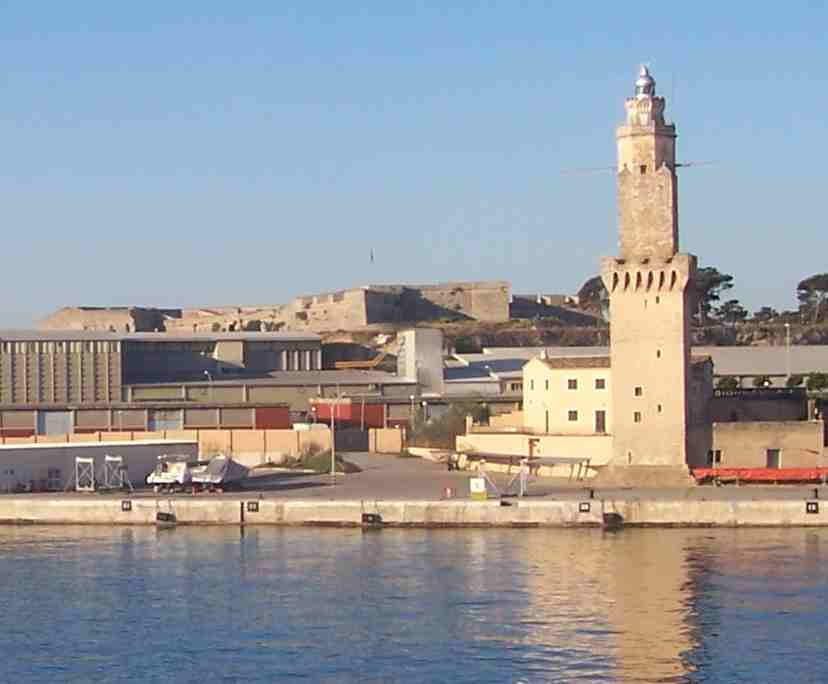
Port de Portopí.

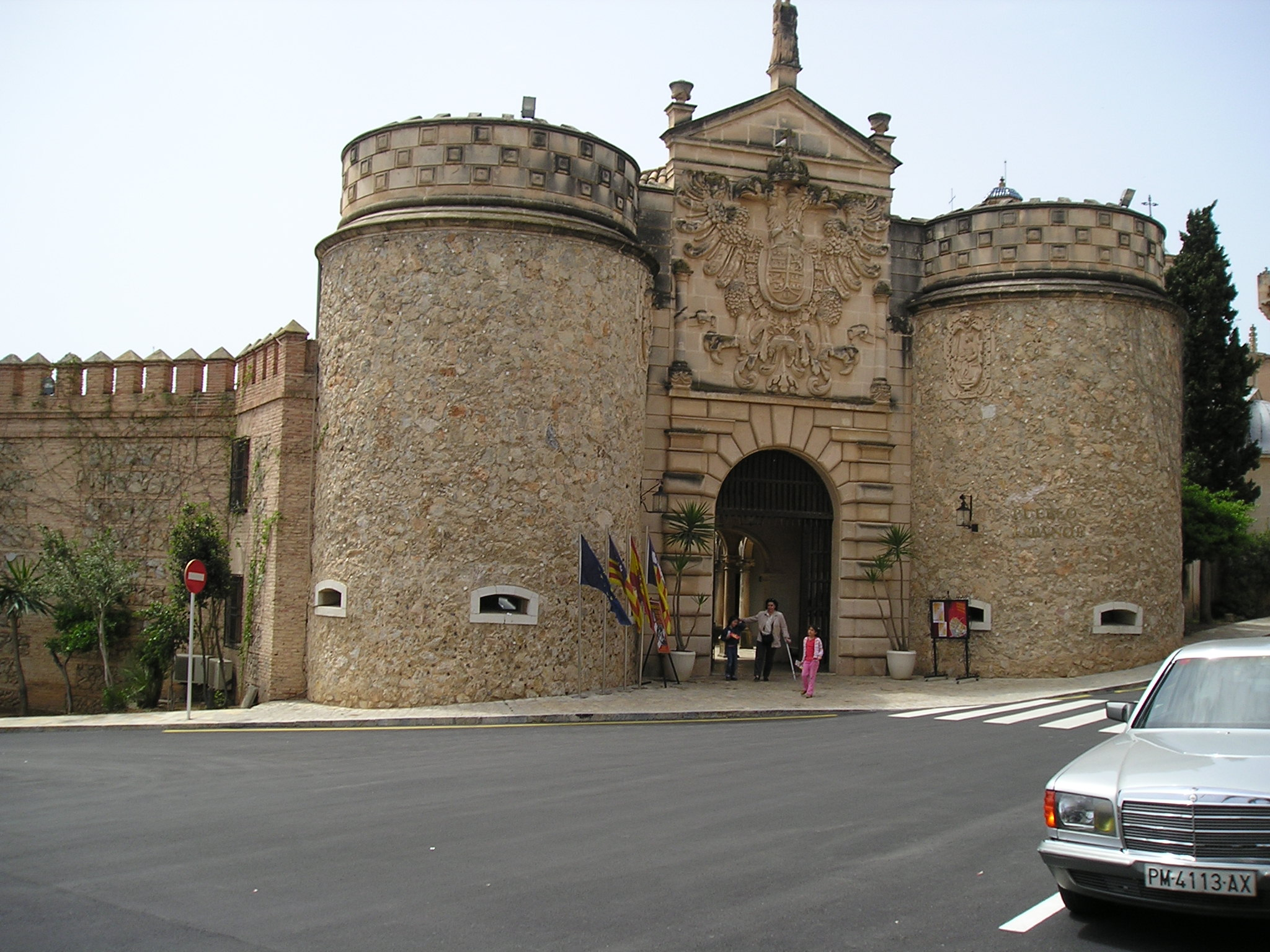
El Poble Espanyol.

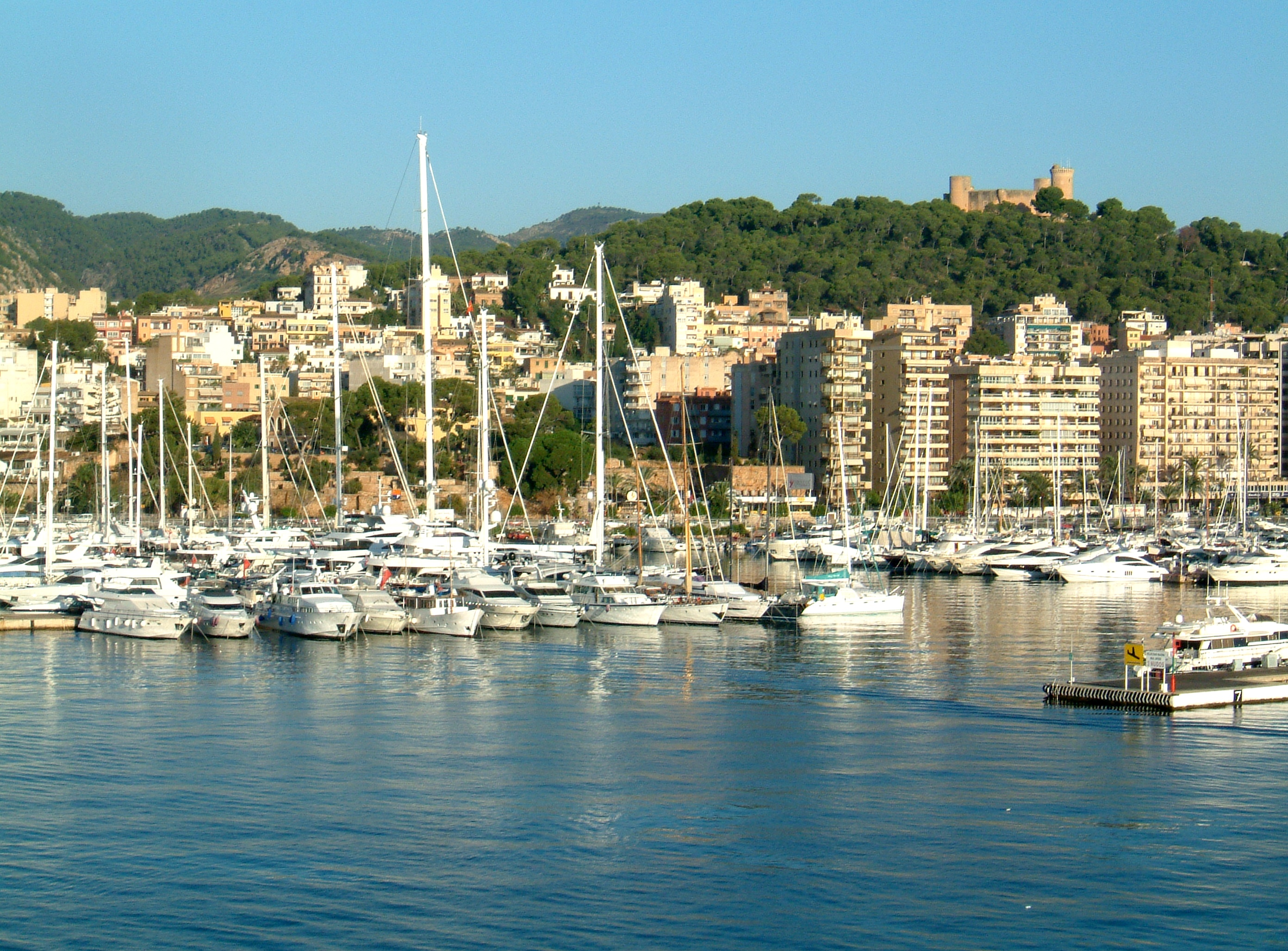
El Port de Palma amb el Castell de Bellver al fons.

El districte de Ponent és una de les cinc zones administratives en què s'ha dividit el terme municipal de Palma i està format pels barris següents:
- Los Almendros-Son Pacs
- La Bonanova
- Cala Major
- El Camp d'en Serralta
- El Fortí
- Gènova
- El Jonquet
- Portopí
- Sant Agustí
- Santa Catalina
- Son Anglada
- Son Armadams
- Son Cotoner
- Son Dameto
- Son Dureta
- Son Espanyolet
- Son Flor
- Son Peretó
- Son Rapinya
- Son Roca
- Son Serra-La Vileta
- Son Vida
- Son Xigala
- Son Ximelis
- El Terreno
- La Teulera

A més, també hi ha aquesta zona que no és pròpiament un barri:
- Bellver